# 山百合の丘
山百合の丘（やまゆりのおか）は、滋賀県大津市にある地名。丁番を持たない単独町名である。

## 地理
大津市の中央部に位置し、東と西に伊香立下在地町、南東に真野大野、北東に真野佐川町、南西に伊香立向在地町と接している。

## 歴史
- 2012年（平成24年）3月24日 - 伊香立向在地町、伊香立下在地町、真野佐川町の各一部を分離し、山百合の丘を設置[1]。

## 世帯数と人口
2019年（平成31年）4月1日現在の世帯数と人口は以下の通りである。
| 町丁       | 世帯数  | 人口  |
| ---------- | ------- | ----- |
| 山百合の丘 | 201世帯 | 604人 |

### 人口の変遷
国勢調査による人口の推移。
| 2015年（平成27年） | 262人 | [ 6 ] |  |

### 世帯数の変遷
国勢調査による世帯数の推移。
| 2015年（平成27年） | 92世帯 | [ 6 ] |  |

## 学区
市立小・中学校に通う場合、学区は以下の通りとなる。
| 番・番地等 | 小学校               | 中学校               |
| ---------- | -------------------- | -------------------- |
| 全域       | 大津市立伊香立小学校 | 大津市立伊香立中学校 |

## 交通
- 国道477号

## 施設
- 伊香立公園

## その他

### 日本郵便
- 郵便番号 : 520-0357[4]（集配局：堅田郵便局[8]）。